# Список Penthouse Pets of the Month
Кі́шечка мі́сяця (англ. Pet of the Month) — нагорода найкращої за місяць моделі журналу Penthouse. Нижче наведений список усіх переможниць.

## Penthouse Pets of the Month

### 1969—1979
| Ім'я                  | Місяць/Рік    |
| --------------------- | ------------- |
| Евелін Трічер         | Вересень 1969 |
| Келлі Макквін         | Жовтень 1969  |
| Улла Ліндстром        | Листопад 1969 |
| Джанет Пірс           | Грудень 1969  |
| Кетрін Маннерінг      | Січень 1970   |
| Тамара Сантерра       | Лютий 1970    |
| Ільза Гашек           | Березень 1970 |
| Стефані Маклін        | Квітень 1970  |
| Бенедикта Андерсен    | Травень 1970  |
| Крістіна Ліндберг     | Червень 1970  |
| Поллі Енн Пендлтон    | Липень 1970   |
| Франсуаза Паскаль     | Серпень 1970  |
| Тіна Макдоуел         | Вересень 1970 |
| Гайде Ман             | Жовтень 1970  |
| Франка Петров         | Листопад 1970 |
| Дженніфер Ферс        | Грудень 1970  |
| Віва Хелцайгер        | Січень 1971   |
| Касандра Херінгтон    | Лютий 1971    |
| Лотті Гантхарт        | Березень 1971 |
| Жакі Сімонс-Джуд      | Квітень 1971  |
| Біллі Рейнбьорд       | Травень 1971  |
| Джозі Троят           | Червень 1971  |
| Віда Фартінг          | Липень 1971   |
| Джуді Джонс           | Серпень 1971  |
| Морен Рензен          | Вересень 1971 |
| Хелен Конт            | Жовтень 1971  |
| Лінет Асквіт          | Листопад 1971 |
| Лін Пертінгтон        | Грудень 1971  |
| Патрісія Баррет       | Січень 1972   |
| Керол Августін        | Лютий 1972    |
| Біллі Дін             | Березень 1972 |
| Маріанна Гордон       | Квітень 1972  |
| Шерон Бейлі           | Травень 1972  |
| Неведка Дундек        | Червень 1972  |
| Леслі Харрісон        | Липень 1972   |
| Меріан Майлам         | Серпень 1972  |
| Ізабель Гарсія Оробії | Вересень 1972 |
| Джанет Данфі          | Жовтень 1972  |
| Аджела Адамс          | Листопад 1972 |
| Лін Кері              | Грудень 1972  |
| Меггі Бартон          | Січень 1973   |
| Карен Сатер           | Лютий 1973    |
| Авріл Лунд            | Березень 1973 |
| Леслі Лі Берроу       | Квітень 1973  |
| Санді Греко           | Травень 1973  |
| Паула Френсіс         | Червень 1973  |
| Сінді Макді           | Липень 1973   |
| Лейн Джексон Койл     | Серпень 1973  |
| Анека Де Лоренцо      | Вересень 1973 |
| Френсіс Кенон         | Жовтень 1973  |
| Дебі Гріфін           | Листопад 1973 |
| Сенді Робертсон       | Грудень 1973  |
| Клаудія Арена         | Січень 1974   |
| Беатріс Фоглер        | Лютий 1974    |
| Мері Екор             | Березень 1974 |
| Ненсі Себастіан       | Квітень 1974  |
| Бренда Говард         | Травень 1974  |
| Алісія Джастін        | Червень 1974  |
| Барбі Льюїс           | Липень 1974   |
| Стейсі Кемерон        | Серпень 1974  |
| Дженіс Кейн           | Вересень 1974 |
| Лаура Беннет Дун      | Жовтень 1974  |
| Шерон Лонгворт        | Листопад 1974 |
| Кеті Грін             | Грудень 1974  |
| Джульєт Моріс         | Січень 1975   |
| Лона Сімпсон          | Лютий 1975    |
| Сьюзен Райдер         | Березень 1975 |
| Сігні Бергер          | Квітень 1975  |
| Ава Геллей            | Травень 1975  |
| Венді Блоджет         | Червень 1975  |
| Джейн Харгрейв        | Липень 1975   |
| Маргарита Корд'є      | Серпень 1975  |
| Мішель Стівенс        | Вересень 1975 |
| Анна Пітерс           | Жовтень 1975  |
| Буні Лі Вілсон        | Листопад 1975 |
| Сьюзен Вейд           | Грудень 1975  |
| Лаура Фаві            | Січень 1976   |
| Мартіна Ле Мовель     | Лютий 1976    |
| Прісцилла Бернс       | Березень 1976 |
| Сенді Бернаду         | Квітень 1976  |
| Сонні Сміт            | Травень 1976  |
| Анна Грімвуд          | Червень 1976  |
| Гелен Ланг            | Липень 1976   |
| Вікторія Лінн Джонсон | Серпень 1976  |
| Доун Шоу              | Вересень 1976 |
| С'юзан Саксон         | Жовтень 1976  |
| Керолін Петсіс        | Листопад 1976 |
| Адріан Кінг           | Грудень 1976  |
| Мерелін Коннор        | Січень 1977   |
| Бетсі Гарріс          | Лютий 1977    |
| Йоланта фон Змуда     | Березень 1977 |
| Шонна Лін             | Квітень 1977  |
| Валері Раї Кларк      | Травень 1977  |
| Домінік Мор           | Червень 1977  |
| Крістіна Даврі        | Липень 1977   |
| Барбара Корсер        | Серпень 1977  |
| Люсія Сейнт-Ангело    | Вересень 1977 |
| Синтія Гейнор         | Жовтень 1977  |
| Дебора Зулло          | Листопад 1977 |
| Черіл Ріксон          | Грудень 1977  |
| Кері Нелсон           | Січень 1978   |
| Лора Сторм            | Лютий 1978    |
| Кармен Поп            | Березень 1978 |
| Меревін Робертс       | Квітень 1978  |
| Ажела Хайер           | Травень 1978  |
| Корін Альфен          | Червень 1978  |
| Барбара Енн           | Липень 1978   |
| Дженніфер Зейн        | Серпень 1978  |
| Кейт Сімонс           | Вересень 1978 |
| Веронік Де Вальден    | Жовтень 1978  |
| Малія Редфорд         | Листопад 1978 |
| Амбер Ремсі           | Грудень 1978  |
| Дасті Джексон         | Січень 1979   |
| Памела Роудс          | Лютий 1979    |
| Шаста Ліндсторм       | Березень 1979 |
| Ізабелла Ардіго       | Квітень 1979  |
| Бріанна Буджолд       | Травень 1979  |
| Лінда Кларк           | Червень 1979  |
| Джейсі Вест           | Липень 1979   |
| Діан Вебер            | Серпень 1979  |
| Джоан Латем           | Вересень 1979 |
| Темі Гілл             | Жовтень 1979  |
| Даніелла Джінібр      | Листопад 1979 |
| Джуді Гіббс           | Грудень 1979  |

### 1980—1989
| Ім'я                  | Місяць/Рік    |
| --------------------- | ------------- |
| Керол Девіс           | Січень 1980   |
| Ліндсей Екерт         | Лютий 1980    |
| Мері Бес Найт         | Березень 1980 |
| Енні Гокерсміт        | Квітень 1980  |
| Моніка Келін          | Травень 1980  |
| Деніель Дено          | Червень 1980  |
| Саманта Фає           | Липень 1980   |
| Діан Джемісон         | Серпень 1980  |
| Деліа Коснер          | Вересень 1980 |
| Крістен Кнутсен       | Жовтень 1980  |
| Бетсі Добсон          | Листопад 1980 |
| Ава Моне              | Грудень 1980  |
| Саззі Пай             | Січень 1981   |
| Бренда Голлідей       | Лютий 1981    |
| Делфіна Понті         | Березень 1981 |
| Шері Моран            | Квітень 1981  |
| Коді Кармек           | Травень 1981  |
| Анджела Джиованні     | Квітень 1981  |
| Мішелль Боєр          | Липень 1981   |
| Корінг Альфен         | Серпень 1981  |
| Синтія Петерсон       | Вересень 1981 |
| Конні Лінн Гадден     | Жовтень 1981  |
| Тері Армстронг        | Листопад 1981 |
| Шейла Кеннеді         | Грудень 1981  |
| Джулія Перрейн        | Січень 1982   |
| Дівіна Селесте        | Лютий 1982    |
| Шерон Екслі           | Березень 1982 |
| Муріель Руссо         | Квітень 1982  |
| Уте Гохмайстер        | Травень 1982  |
| Джейн Фелбер          | Червень 1982  |
| Ларі Джонс            | Липень 1982   |
| Донна Барнс           | Серпень 1982  |
| Лі Енн Лі             | Вересень 1982 |
| Лорі Лоранже          | Жовтень 1982  |
| Ніколь Монров         | Листопад 1982 |
| Моніка Гебріелль      | Грудень 1982  |
| Кармен Поп            | Січень 1983   |
| Лоретта Ібарра        | Лютий 1983    |
| Грета Андерсон        | Березень 1983 |
| Веронік Джолі         | Квітень 1983  |
| Лінда Кентон          | Травень 1983  |
| Джанет Шарп           | Червень 1983  |
| Кріста Сімон          | Липень 1983   |
| Шона Рос              | Серпень 1983  |
| Рейчел Веслі          | Вересень 1983 |
| Надін Грінлоу         | Жовтень 1983  |
| Лейл Гансен           | Листопад 1983 |
| Ліза Шульц            | Грудень 1983  |
| Коді Кармак           | Січень 1984   |
| Антонія Ларсен        | Лютий 1984    |
| Паула Енн Вуд         | Березень 1984 |
| Марсія Ракс           | Квітень 1984  |
| Голлі-О               | Травень 1984  |
| Крістіанна            | Червень 1984  |
| Стейсі Коул           | Липень 1984   |
| Деббі Тейс            | Серпень 1984  |
| Трейсі Лордс          | Вересень 1984 |
| Мері Елман            | Жовтень 1984  |
| Мінді Фаррар          | Листопад 1984 |
| Анджела Мері Мінео    | Грудень 1984  |
| Ребекка Гілл          | Січень 1985   |
| Бріттані Дейн         | Лютий 1985    |
| Керолін Босанко       | Березень 1985 |
| Фаша                  | Квітень 1985  |
| Енді Лі               | Травень 1985  |
| Мелісса Вольф         | Червень 1985  |
| Філісс Партін         | Липень 1985   |
| Анджела Ніколас       | Серпень 1985  |
| Крістін Дюпре         | Вересень 1985 |
| Дженніфер Джеймс      | Жовтень 1985  |
| Карина Регнарссон     | Листопад 1985 |
| Лорі Бейкер           | Грудень 1985  |
| Сара Ремінгтон-Грейвс | Січень 1986   |
| С'юзан Наполі         | Лютий 1986    |
| Мішелль Волкер        | Березень 1986 |
| Домінік Сен-Крус      | Квітень 1986  |
| Даллас Родді          | Травень 1986  |
| С'юзан Габріелсон     | Червень 1986  |
| Кріста Пфланцер       | Липень 1986   |
| Петті Муллен          | Серпень 1986  |
| Джинджер Міллер       | Вересень 1986 |
| Джанна Адамс          | Жовтень 1986  |
| Бет Снайдер           | Листопад 1986 |
| Джилл Шоунтай         | Грудень 1986  |
| Марго Чепмен          | Січень 1987   |
| Лінда Джонсон         | Лютий 1987    |
| Бріттані Морган       | Березень 1987 |
| Джульєтта Ре          | Квітень 1987  |
| Меліса Лі             | Травень 1987  |
| Конні Гот'є           | Червень 1987  |
| Ліза Мандокі          | Липень 1987   |
| Енді Брюс             | Серпень 1987  |
| Стефані Пейдж         | Вересень 1987 |
| Террі Ліні Пік        | Жовтень 1987  |
| Ліза Бредфорд         | Листопад 1987 |
| Джанін Ліндмалдер     | Грудень 1987  |
| Стефані Адамс         | Січень 1988   |
| Джоан Шмерета         | Лютий 1988    |
| Жак Де Ла Круз        | Березень 1988 |
| Деліа Шеппард         | Квітень 1988  |
| Келлі Вайлд           | Травень 1988  |
| Ліза Девіс            | Червень 1988  |
| Мікі Гонса            | Липень 1988   |
| Ліза Айтон            | Серпень 1988  |
| Твайла Мартак         | Вересень 1988 |
| Тамі Гоген            | Жовтень 1988  |
| Дебора Лауфер         | Листопад 1988 |
| Кімберлі Тейлор       | Грудень 1988  |
| Анеліс Несбітт        | Січень 1989   |
| Лола Андерс           | Лютий 1989    |
| Санні Вудз            | Березень 1989 |
| Сімона Бріджітт       | Квітень 1989  |
| Венесуела             | Травень 1989  |
| Катя Зайчек           | Червень 1989  |
| С'юзі                 | Липень 1989   |
| Сара Нортон           | Серпень 1989  |
| Лінн Джонсон          | Вересень 1989 |
| Діана Ван Гілз        | Жовтень 1989  |
| Міккі Бреннер         | Листопад 1989 |
| Кірстен Імрі          | Грудень 1989  |

### 1990—1999
| Ім'я                | Місяць/Рік    |
| ------------------- | ------------- |
| Стейсі Лінн         | Січень 1990   |
| Джастін Делаанті    | Лютий 1990    |
| Бренді О            | Березень 1990 |
| Жаклін Вінфілд      | Квітень 1990  |
| Бренді Ледфорд      | Травень 1990  |
| Емі Лінн Бакстер    | Червень 1990  |
| Мері Дуарте         | Липень 1990   |
| Джоні Чейні         | Серпень 1990  |
| Лінда Джогансен     | Вересень 1990 |
| Рекель Дерріан      | Жовтень 1990  |
| Барбі Ештон         | Листопад 1990 |
| Діана Ван Лаар      | Грудень 1990  |
| Магаліа Марія       | Січень 1991   |
| Тара Джексон        | Лютий 1991    |
| Сенді Корн          | Березень 1991 |
| Тереза Преслі       | Квітень 1991  |
| Ронні Доун          | Травень 1991  |
| Джулі Стрейн        | Червень 1991  |
| Тенейл              | Липень 1991   |
| Райан Меттьюс       | Серпень 1991  |
| Саша Вінні          | Вересень 1991 |
| Памела Пітерс       | Жовтень 1991  |
| Шеннон Вілльямс     | Листопад 1991 |
| Джеан Кер'ю         | Грудень 1991  |
| Стіві Джин          | Січень 1992   |
| Лесті Гласс         | Лютий 1992    |
| Джемі Діон          | Березень 1992 |
| Робін Браун         | Квітень 1992  |
| Жасмин              | Травень 1992  |
| Трейсі Вольф        | Червень 1992  |
| Ніколь Сіммонс      | Липень 1992   |
| Теммі Чепмен        | Серпень 1992  |
| Шона Райан          | Вересень 1992 |
| Шанель              | Жовтень 1992  |
| Алексіс Крістіан    | Листопад 1992 |
| Аня Джозефсен       | Грудень 1992  |
| Наталі Леннокс      | Січень 1993   |
| Джулі Сміт          | Лютий 1993    |
| Наталі Сміт         | Березень 1993 |
| Шерон Фітцпатрік    | Квітень 1993  |
| Джина Ламарка       | Травень 1993  |
| Саманта Філліпс     | Червень 1993  |
| Мішелль Теннер      | Липень 1993   |
| Кейліна             | Серпень 1993  |
| Енді Сью Ірвін      | Вересень 1993 |
| Стейсі Моран        | Жовтень 1993  |
| Мелісса Макгдатері  | Листопад 1993 |
| Левена Голмс        | Грудень 1993  |
| Боніта Сейнт        | Січень 1994   |
| Тіффані Берлінгейм  | Лютий 1994    |
| Міньйон Мей Чемп    | Березень 1994 |
| Андреа Маунтджой    | Квітень 1994  |
| Соня Макденіал      | Травень 1994  |
| Тейлор Вейн         | Червень 1994  |
| Дакота Саммерс      | Липень 1994   |
| Алекс Тейлор        | Серпень 1994  |
| Лі Андерсон         | Вересень 1994 |
| Гейді Лінн          | Жовтень 1994  |
| Вероніка Джіллспай  | Листопад 1994 |
| Бренді Лі Брекстон  | Грудень 1994  |
| Лідія Шоне          | Січень 1995   |
| Емма Ніксон         | Лютий 1995    |
| Лінн Тернер         | Березень 1995 |
| Бріана Ніклс        | Квітень 1995  |
| Дарина Ванікова     | Травень 1995  |
| Елізабет Енн Гілден | Червень 1995  |
| Даянна Лорен        | Липень 1995   |
| Лексі Леблан        | Серпень 1995  |
| Ешлі Вілльямс       | Вересень 1995 |
| Шандра Лі           | Жовтень 1995  |
| Вероніка Сейдж      | Листопад 1995 |
| Ніккі Тайлер        | Грудень 1995  |
| Емеральд Гарт       | Січень 1996   |
| Сабріна Вест        | Лютий 1996    |
| Сансет Томас        | Березень 1996 |
| Кіа Делао           | Квітень 1996  |
| Лексус Локлі        | Травень 1996  |
| Джулія Гарві        | Червень 1996  |
| Селеста Джин        | Липень 1996   |
| Пейдж Саммерс       | Серпень 1996  |
| Таня Руссоф         | Вересень 1996 |
| Ліза Гейл           | Жовтень 1996  |
| Саманта Майклс      | Листопад 1996 |
| Гізер Сент-Джеймс   | Грудень 1996  |
| Рейчел Ернотт       | Січень 1997   |
| Моніка Нобрега      | Лютий 1997    |
| Нікі Сент-Гіллс     | Березень 1997 |
| Гізер Келлі         | Квітень 1997  |
| Андреа Куртц        | Травень 1997  |
| Дейна Енн           | Червень 1997  |
| Елена Гілберт       | Липень 1997   |
| Роксі Ле Ру         | Серпень 1997  |
| Рокі Роадс          | Вересень 1997 |
| Мейсон Марконі      | Жовтень 1997  |
| Алексус Вінстон     | Листопад 1997 |
| Джульєт Каріага     | Грудень 1997  |
| Єва Мейджор         | Січень 1998   |
| Нанна Гібсон        | Лютий 1998    |
| Аніта Рінальді      | Березень 1998 |
| Хлоя Джонс          | Квітень 1998  |
| Памела Петрокова    | Травень 1998  |
| Келлі Гавел         | Червень 1998  |
| Нікіта              | Липень 1998   |
| Емі Світ            | Серпень 1998  |
| Тамара              | Вересень 1998 |
| Сільвія Сейнт       | Жовтень 1998  |
| Меліса Енн          | Листопад 1998 |
| Вікка               | Грудень 1998  |
| Саманта Стюарт      | Січень 1999   |
| Кет Деніелс         | Лютий 1999    |
| Ліа Мері Вілліс     | Березень 1999 |
| Зденка Подкапова    | Квітень 1999  |
| Міель Ейнджел       | Травень 1999  |
| Анжеліка Костелло   | Червень 1999  |
| Меліса Людвіг       | Липень 1999   |
| Клаудіа Ловено      | Серпень 1999  |
| Алекса Лорен        | Вересень 1999 |
| Девінн Лейн         | Жовтень 1999  |
| К. Тайлер           | Листопад 1999 |
| Жаклін Мері Філліпс | Грудень 1999  |

### 2000—2009
| Ім'я               | Місяць/Рік    |
| ------------------ | ------------- |
| Ніколь Марчіано    | Січень 2000   |
| Тера Патрік        | Лютий 2000    |
| Кайла Коул         | Березень 2000 |
| Крісті Тейлор      | Квітень 2000  |
| Ніккі Андерсон     | Травень 2000  |
| Трейсі Кармайкл    | Червень 2000  |
| Меган Мейсон       | Липень 2000   |
| Орхідея Керестеш   | Серпень 2000  |
| Арія Джованні      | Вересень 2000 |
| Лінн Томас         | Жовтень 2000  |
| Мерседес Лінн      | Листопад 2000 |
| Сюзетт Спенсер     | Грудень 2000  |
| Девон              | Січень 2001   |
| Джудіт Девайн      | Лютий 2001    |
| Санні Леон         | Березень 2001 |
| Тайлер Рід         | Квітень 2001  |
| Келлі Мері         | Травень 2001  |
| Бріана Бенкс       | Червень 2001  |
| Алекс Арден        | Липень 2001   |
| Ава Вінсент        | Серпень 2001  |
| Стефані Вуд        | Вересень 2001 |
| Тіанна Кай         | Жовтень 2001  |
| Мелісса Старр      | Листопад 2001 |
| Шаєнн Сільвер      | Грудень 2001  |
| Керрі Джейкобс     | Січень 2002   |
| Кайла Раян         | Лютий 2002    |
| Кортні Тейлор      | Березень 2002 |
| Ганна Гарпер       | Квітень 2002  |
| Клара Морган       | Травень 2002  |
| Вікторія Здрок     | Червень 2002  |
| Надя Васі          | Липень 2002   |
| Джордан Вест       | Серпень 2002  |
| Джессі Льюїс       | Вересень 2002 |
| Моніка Гайкова     | Жовтень 2002  |
| Наталія Круз       | Листопад 2002 |
| Кіра Кенер         | Грудень 2002  |
| Мартіна Воррен     | Січень 2003   |
| Домінік Дейн       | Лютий 2003    |
| Ліллі Енн          | Березень 2003 |
| Яна Кова           | Квітень 2003  |
| Вікторія Бонн      | Травень 2003  |
| Ленні Барбі        | Червень 2003  |
| Сілвер Мун         | Липень 2003   |
| Сандра Шайн        | Серпень 2003  |
| Шантелль Фонтейн   | Вересень 2003 |
| —                  | Жовтень 2003  |
| Анаї Александер    | Листопад 2003 |
| Анета Смргова      | Грудень 2003  |
| —                  | Січень 2004   |
| —                  | Лютий 2004    |
| Кімбер Лі          | Березень 2004 |
| Джессі Капеллі     | Квітень 2004  |
| Бриджітта Кочиш    | Травень 2004  |
| Тайлер Джейкобс    | Червень 2004  |
| Светла Любова      | Липень 2004   |
| Монтана Бей        | Серпень 2004  |
| Джинджер Джолі     | Вересень 2004 |
| Принцес            | Жовтень 2004  |
| Піч                | Листопад 2004 |
| Ешлі Робертс       | Грудень 2004  |
| Джеймі Лін         | Січень 2005   |
| Ейвері Адамс       | Лютий 2005    |
| Крістал Клайн      | Березень 2005 |
| Кешшіа Райлі       | Квітень 2005  |
| Люсі Теодорова     | Травень 2005  |
| Валентина Вон      | Червень 2005  |
| Селеста Стар       | Липень 2005   |
| Періс Дал          | Серпень 2005  |
| Джина Остін        | Вересень 2005 |
| Мелісса Джейкобс   | Жовтень 2005  |
| Рені Діаз          | Листопад 2005 |
| Белла Старр        | Грудень 2005  |
| Гезер Вендевен     | Січень 2006   |
| Чарлі Лейн         | Лютий 2006    |
| Дженніфер Емерсон  | Березень 2006 |
| Кріста Ейн         | Квітень 2006  |
| Нейва              | Травень 2006  |
| Шей Ларен          | Червень 2006  |
| Александія Карлсен | Липень 2006   |
| Олівія Кент        | Серпень 2006  |
| Мішелль Рамос      | Вересень 2006 |
| Кімберлі Роджерс   | Жовтень 2006  |
| Брі Лінн           | Листопад 2006 |
| Ганна Гілтон       | Грудень 2006  |
| Еріка Еллісон      | Січень 2007   |
| Стормі Деніелс     | Лютий 2007    |
| Бетсі Мей          | Березень 2007 |
| Еріка Кемпбелл     | Квітень 2007  |
| Енді Валентіно     | Травень 2007  |
| Кімберлі Вілльямс  | Червень 2007  |
| Саша Грей          | Липень 2007   |
| Джена Джордан      | Серпень 2007  |
| Джастін Джолі      | Вересень 2007 |
| Люкс Кейсіді       | Жовтень 2007  |
| Джеймі Гаммер      | Листопад 2007 |
| Адріенна Меннінг   | Грудень 2007  |
| Тая Паркер         | Січень 2008   |
| Калі Тейлор        | Лютий 2008    |
| Брі Олсон          | Березень 2008 |
| Алектра Блу        | Квітень 2008  |
| Алексіс Лав        | Травень 2008  |
| Дейзі Марі         | Червень 2008  |
| Шона Лені          | Липень 2008   |
| Джессіка Джеймс    | Серпень 2008  |
| Кейден Кросс       | Вересень 2008 |
| Джастін Джаро      | Жовтень 2008  |
| Одрі Бітоні        | Листопад 2008 |
| Торі Блек          | Грудень 2008  |
| Тіган Преслі       | Січень 2009   |
| Лексі Блейд        | Лютий 2009    |
| Ребека Лінерс      | Березень 2009 |
| Вероніка Річчі     | Квітень 2009  |
| Лексі Тайлер       | Травень 2009  |
| Кейні Лінн Картер  | Червень 2009  |
| Теная              | Літо 2009     |
| Тейлор Віксен      | Вересень 2009 |
| Раян Кілі          | Жовтень 2009  |
| Юмі Кай            | Листопад 2009 |
| Джейден Коул       | Грудень 2009  |

### 2010—2019
| Ім'я              | Місяць/Рік    |
| ----------------- | ------------- |
| Джессіка Вілсон   | Січень 2010   |
| Гайді Берен       | Лютий 2010    |
| Джлена Дженсен    | Березень 2010 |
| Ніккі Бенц        | Квітень 2010  |
| Роксанна          | Травень 2010  |
| Єва Анджеліна     | Червень 2010  |
| Лела Стар         | Липень 2010   |
| Маккензі Майлз    | Серпень 2010  |
| Ізіс Тейлор       | Вересень 2010 |
| Ніна Джеймс       | Жовтень 2010  |
| Фенікс Мері       | Листопад 2010 |
| Сабріна Марі      | Грудень 2010  |
| Брінн Бенсон      | Січень 2011   |
| Джевелс Джейд     | Лютий 2011    |
| Елла Мілано       | Березень 2011 |
| Франческа Джеймс  | Квітень 2011  |
| Таша Рейн         | Травень 2011  |
| Еден Едамс        | Червень 2011  |
| Кіара Даєн        | Липень 2011   |
| Джорджія Джоунс   | Серпень 2011  |
| Емілі Еддісон     | Вересень 2011 |
| Дженна Роуз       | Жовтень 2011  |
| Малена Морган     | Листопад 2011 |
| Наташа Найс       | Грудень 2011  |
| Дені Деніелс      | Січень 2012   |
| Бретт Россі       | Лютий 2012    |
| Шанель Престон    | Березень 2012 |
| Джина Лінн        | Квітень 2012  |
| Анджела Соммерс   | Травень 2012  |
| Алексіс Форд      | Червень 2012  |
| Гезер Старлет     | Липень 2012   |
| Ніколь Еністон    | Серпень 2012  |
| Енйслі Еддісон    | Вересень 2012 |
| Саманта Сейнт     | Жовтень 2012  |
| Адріанна Луна     | Листопад 2012 |
| Лілі Лав          | Грудень 2012  |
| Маріка Гейс       | Січень 2013   |
| Лалі Валладе      | Лютий 2013    |
| Преслі Гарт       | Березень 2013 |
| Вітні Вестгейт    | Квітень 2013  |
| Лексі Белл        | Травень 2013  |
| Гейден Гоукенс    | Червень 2013  |
| Наталя Старр      | Липень 2013   |
| Наташа Старр      | Серпень 2013  |
| Капрі Каванні     | Вересень 2013 |
| Кортні Кейн       | Жовтень 2013  |
| Валентина Наппі   | Листопад 2013 |
| Брі Беннетт       | Грудень 2013  |
| Еллі Гейз         | Січень 2014   |
| Вікторія Лінн     | Лютий 2014    |
| Брі Деніелс       | Березень 2014 |
| Раян Раянс        | Квітень 2014  |
| Жасмін Каро       | Травень 2014  |
| Джессі Ендрюс     | Червень 2014  |
| Скін Даймонд      | Липень 2014   |
| Лайла Сін         | Серпень 2014  |
| Джессі Джун       | Вересень 2014 |
| Айдра Фокс        | Жовтень 2014  |
| Аріана Марі       | Листопад 2014 |
| Місті Стоун       | Грудень 2014  |
| Аспен Рей         | Січень 2015   |
| Кенна Джеймс      | Лютий 2015    |
| Ава Далуш         | Березень 2015 |
| Алекса Слюсарчі   | Квітень 2015  |
| Кендра Сандерленд | Травень 2015  |
| Дженна Іворі      | Червень 2015  |
| Торні Тейлор      | Липень 2015   |
| Саманта Бентлі    | Серпень 2015  |
| Дженна Рейд       | Вересень 2015 |
| Анна Лі           | Жовтень 2015  |
| Бейлі Рейн        | Листопад 2015 |
| Алекс Грей        | Грудень 2015  |
| Крістіана Цинн    | Січень 2016   |
| Дерсі Дольче      | Лютий 2016    |
| Блейк Еден        | Березень 2016 |
| Дженна Сатіва     | Квітень 2016  |
| Пауліні           | Травень 2016  |
| Ліві Іві          | Червень 2016  |
| Ноелль Монік      | Липень 2016   |
| Лана Роадс        | Серпень 2016  |
| Місті Лавлейс     | Вересень 2016 |
| Міа Малкова       | Жовтень 2016  |
| Мері Муді         | Листопад 2016 |
| Блейк             | Грудень 2016  |
| Наомі Вудз        | Січень 2017   |
| Ума Джолі         | Лютий 2017    |
| Райлі Ніксон      | Березень 2017 |
| Нікі Скайлер      | Квітень 2017  |
| Шарлотта Стоуклі  | Травень 2017  |
| Олів Гласс        | Червень 2017  |
| Манда Кей         | Липень 2017   |
| Джина Валентина   | Серпень 2017  |
| Моллі Стюарт      | Вересень 2017 |
| Аюмі Аніме        | Жовтень 2017  |
| Ліна Андерсон     | Листопад 2017 |
| Єва Ловія         | Грудень 2017  |
| Алекс Де Ла Флор  | Січень 2018   |
| Жизель Палмер     | Лютий 2018    |
| Алекса Грейс      | Березень 2018 |
| Шайла Дженнінгс   | Квітень 2018  |
| Сабіна Руж        | Травень 2018  |
| Скарлетт Сейдж    | Червень 2018  |
| Лі Рейвен         | Липень 2018   |
| Слоун Харпер      | Серпень 2018  |
| Джіанна Діор      | Вересень 2018 |
| Айві Вульф        | Жовтень 2018  |
| Елла Сільвер      | Листопад 2018 |
| Аліна Лопес       | Грудень 2018  |
| Жизель Лінн       | Січень 2019   |
| Анна Ліза Вагнер  | Лютий 2019    |
| Джей Марі         | Березень 2019 |
| Отем Фоллс        | Квітень 2019  |
| Емілі Вілліс      | Травень 2019  |
| Едді Ендрюс       | Червень 2019  |
| Ора Янг           | Липень 2019   |
| Саванна Сікс      | Серпень 2019  |
| Наомі Суонн       | Вересень 2019 |
| Лів Вайлд         | Жовтень 2019  |
| Лейсі Леннон      | Листопад 2019 |
| Анні Аврора       | Грудень 2019  |

### 2020—
| Ім'я             | Місяць/Рік    |
| ---------------- | ------------- |
| Банні Колбі      | Січень 2020   |
| Ґаббі Картер     | Лютий 2020    |
| Меган Стенфілл   | Березень 2020 |
| Вайолет Саммерс  | Квітень 2020  |
| Емма Хікс        | Травень 2020  |
| Джазмін Лав      | Червень 2020  |
| Ніколь Вон       | Липень 2020   |
| Куїн Уайлд       | Серпень 2020  |
| Кензі Мек        | Вересень 2020 |
| Саттін           | Жовтень 2020  |
| Кензі Енн        | Листопад 2020 |
| Блейк Блоссом    | Грудень 2020  |
| Ванна Бардо      | Січень 2021   |
| LaSirena69       | Лютий 2021    |
| Лейсі Лондон     | Березень 2021 |
| Райлі Енн        | Квітень 2021  |
| Тру Кайт         | Травень 2021  |
| Харлі Лоттс      | Червень 2021  |
| Скай Уандерленд  | Липень 2021   |
| Шері Ноель       | Серпень 2021  |
| Кароліна Уайт    | Вересень 2021 |
| Анджела Уайт     | Жовтень 2021  |
| Ханна Картер     | Листопад 2021 |
| Ембер Марі       | Грудень 2021  |
| Сью Пуї Йі       | Січень 2022   |
| Талія Періс      | Лютий 2022    |
| Сторми Майя      | Березень 2022 |
| Лорен Енн Сміт   | Квітень 2022  |
| Тріппі Брі       | Травень 2022  |
| Алекс Кей        | Червень 2022  |
| Дестіні Роуз     | Липень 2022   |
| Ешлі Скайс       | Серпень 2022  |
| Кейлі Кільйон    | Вересень 2022 |
| Лінсі Донован    | Жовтень 2022  |
| Вероніка Перассо | Листопад 2022 |